# エア・ギア
『エア・ギア』（Air Gear）は、大暮維人による日本の漫画。また、これを原作としたテレビ東京系列6局で2006年4月より放送されたテレビアニメ作品。『週刊少年マガジン』（講談社）にて2002年49号から2012年25号まで連載された。エンブレムデザイン協力は町田形。話数の単位は「Trick-」。
2006年度（第30回）講談社漫画賞少年部門受賞。2020年8月時点でシリーズ累計部数は1800万部を突破している。
コンピュータ制御で4kWの出力が出せる超小型モーターを搭載した架空のインラインスケート、エア・トレック（A・T）を使ったハイスピードストリートアクション（平均的な原付バイクが3 - 5kWの出力である）。

## あらすじ
東中最強のベビー・フェイスこと「南樹（イッキ）」は、モーター内蔵の特殊なシューズ「エア・トレック」を装着して町を暴走する「暴風族（ストーム・ライダー）」に襲われ、無残な敗北を喫する。そんな時イッキは居候先の幼馴染「野山野林檎（リンゴ）」ら三姉妹から、エア・トレックを託される。リンゴ達の正体は、伝説の暴風族「眠りの森（スリーピング・フォレスト）」だった。
エア・トレックによって自分を傷つけた暴風族にリベンジしたイッキは数々の暴風族と戦い、「トロパイオンの塔」の頂に立ち、世界に1つしかない特別なエア・トレックもしくはその部品である「玉璽（レガリア）」を使いこなす8人の「王」と8本の「道」の頂点である「空の王」の候補と目され、イッキの憧れの女ライダー「シムカ」に見初められながらも、自分だけの「道」を走ろうとする。
やがて自分を総長とする暴風族、「小烏丸」を結成するが、ある時シムカがイッキを、「トロパイオンの塔」を陥落するために存在する暴風族連合「ジェネシス（創世神）」の総長に指名。しかしそれにより、イッキは「トロパイオンの塔」を狙う「ジェネシス」と、それを封じる「眠りの森」との争いに巻き込まれていく。

## パーツ・ウォウ
エア・トレックによる技術・優劣を競うバトルをパーツ・ウォウ (PARTS WAR) という。このパーツ・ウォウの参加には、全国規模で強固な統一ルールやランク付けがされており、アマチュアスポーツのようなシステムになっている。暴風族の結成は自由で、ネット上の公式サイトでチーム登録や対戦の申し込みなどを行う。同じランクのチームに3連勝するか、上のランクのチームに1勝することで、ランクが上がる。それぞれのクラスで勝負の形式は違い、Fクラスから特Aクラスまで存在する。しかし、パーツ・ウォウを主催する団体等についての情報は一切謎となっている。A・Tチームは、この競技的なパーツ・ウォウというルールをかなり厳格に守りつつ、その中で（社会的ルールを無視した）抗争的なバトルを行っている。そのため、スポーツ競技のようでありながらアナーキーな特殊性を持っている。また、ルールについては地域やチームによって異なる場合がある。

### パーツウォウの競技
Fクラス
勝負の形式は「ダッシュ」。
どのチームもまずはこのランクからスタート。A・Tの基本中の基本である走行能力を磨くランク。勝負方法は、1対1での目的地までの競争。走行中の相手へのみ攻撃が可能。場所の指定は特にない。
Eクラス
勝負の形式は「ハードル」。
UP DOWNと短いジャンプ習得のためのランク。勝負方法は、1対1での目的地までの競争。ウォールライドを利用して、壁のように建設されている建物を登らなければならない。走行中の相手へのみ攻撃が可能。場所は、前述のような建物がある場所ならどこでも可能。
Dクラス
勝負の形式は「キューブ」。
A・Tを使った近接戦闘の習得のためのランク。パーツ・ウォウの中で最も過激で最もポピュラーで最も危険な戦。勝負方法は、1対1での潰し合い。どちらかが戦闘不能になるか、ギブアップするまで続ける。場所は四角い密室であればどこでも可能。
Cクラス
勝負の形式は「エア」。
大ジャンプとそれに伴う姿勢制御習得のためのランク。足場付きのポールを立てる“チュッパチャップ”という勝負方法が代表的だが、地方によって様々な形式がとられる。
チーム戦であり、最後まで足場に立っていた人間がいるチームの勝利。劇中では、時間経過と共に次々に倒されていく台座を奪い合う方式が主流であった（籠れば他の台座に移動する理由がなくなってしまうため）。
また、26巻では小烏丸とスレイプニールの間で編隊を組むプロペラ機の上で「エア」を行った。
Bクラス
勝負の形式は「ディスク」。
勝負方法は、平面のバトルフィールドを使用するフリスビーのチームバトル。相手チーム陣地にディスクを持っていくとタッチダウン＝一点となる。取られた方からのディスクキープでリスタート。10点先取で勝利。
攻撃側はディスクを持っている者（ディスクキーパー）のみが相手に、また防御側はディスクキーパーに対してのみ攻撃が可能。
チームの中から「ホルダー」と言われるポジションを1名選び、ホルダー以外のタッチダウンは全て無効となるルールも存在する。
AC（アキュリス）SP（スピア）BD（バハディ）AD（アダーガ）HE（ヘルム）というポジションもあるが、劇中での役割は明らかになっていない。
このランクから初めて「鱗の門トーナメント（グラム・スケイル・トーナメント）」への参加が可能となる。
Aクラス
勝負の形式は「バルーン」。立体的な攻防、技術・精神力、チームワークそしてチームの編成や戦術など、A・Tバトルに必要なあらゆる要素が求められる。
勝負方法は、風船をバトルフィールドに流し、先に手に入れた方の勝ち。5対5の団体戦。
それぞれが風船を追う「パンサー」、オトリ役となる「デコイ」、戦闘の中心「アルテミット」、敵の追撃を阻止する「キーパー」、パンサー以外の全ての補佐をする「ミドル」に分かれる。
「パンサー」のみがバルーンに触ることを許されるため、この役が相手にバレたとたんに戦局が圧倒的に不利になる。このルールのため、実質的に「パンサー」がやられた時点でゲームは終了となる。
そのため、チームの全員が「パンサー」を隠す、あるいは守るために立ち回る必要がある。
「パンサー」を証明するためにそのプレイヤーは服の内側にチームのエンブレムを付けることとなる。
特Aクラス
勝負の形式は「トロパイオン」。
バトルフィールドはトロパイオンの塔。鱗の門トーナメント（グラム・スケイル・トーナメント）」決勝戦は、地球上でこの場所でしか行うことのできない「1対1の無重力空間A・Tバトル」。重力による支えを失い、さらに深度24000mに至る塔の中の超高圧により呼吸で取り入れた酸素が肺胞中で液体化するという深海さながらの状況で戦わなくてはならない。
無重力に慣れた「眠りの森」のメンバーや高気圧下に耐性を持つ「荊の王」に有利な戦闘となる。

## 技（トリック）
作中に登場するエア・トレックを使った技の総称。これはキメるためにキメているのではなく、全ての技術と集中力と自分にできうるあらゆることを、「勝つ」という一点に凝縮した時に必然として生まれる"動き"であり、それゆえにライダーはトリックを"見せる"ではなく"魅せる"と言う。

### 小烏丸
Back Spin Wallride 360°
走者…仏茶
To That Grab to Fake Spin Accelerator BuccA Special 1440°
走者…仏茶
Spining Wallride Overbank 1800°BuccA Special
腕の回転力を軸にカベを駆け上がる高等テク。後にイッキに直伝。
走者…仏茶
To Moonsalt 900°
走者…仏茶
UPPER SOUL 23Roll
手で掴んだポールを、密着させたホイールの推進力で駆け上がる高等テクニック。対夜王戦で披露。
走者…イッキ
仏茶直伝 Spining Wallride Overhang 1800°
仏茶直伝の高等ウォールライド技。
走者…イッキ
AGITO Ride fall Bloody roll, soul 1800°
相手の体にフックを巻きつけた後、回転しながらノコギリ状のホイールで切り刻む。対金鉄ブルズ戦で披露。
走者…咢
Method Air to Spin That Grab Moonride
風の力で体の重心を移動させながらより遠くまで飛ぶ技。対サーベルタイガー戦で披露。
走者…イッキ
Backward Cross Ridefall Upper Fang "TWINCAM"
イッキと咢のコンビ技。手を繋ぎ、イッキが足場を安定させ、咢が踵で凄まじいアッパーを繰り出す。対超獣戦で披露。イッキいわく即興で編み出した。
走者…イッキ&咢
AGITO Bloody fang Ride fall "Leviathan"
咢が対アキラ戦で放った海の王の「牙」。亜紀人の協力があったため、玉璽なしでも放つことができた。
走者…咢
Super Stride IV "Sonic Boom"
走者…カズ
BuccA Backward Accelerator Wallride 360°
走者…仏茶
Amazing Forward Special "ONIGIRI"
走者…オニギリ
Roof Gap To Disaster One Foot "Air line"
走者…イッキ
Leviathan
海の王の「牙」。白狼会メンバー・メカ専務のアーマードA・Tを粉砕した、プラグマンいわく「海の王の本気の本気」。
AGITO Bloody Blade Fang
咢が思い描いていた「必殺の牙」。対ウェルキンゲトリクス戦で、周囲の水圧を利用し放つことで完成した。以後空中でも使われている。
走者…咢
AFTER BURNER
超高速の移動技。音速の壁を越えた衝撃波と炎だけを後に残し、その姿は見るものの視界から消えるという。
走者…カズ
Pile tornado
両手で風を操りコイル状にし、その風を蹴ることで相手へ一直線に突き進む竜巻を起こす。
走者…イッキ
Pile tornado Limited express
パイルトルネードの内壁の風を道として一気に接敵する移動技。
走者…イッキ
トルネードブッチャ
パイルトルネードでブッチャを飛ばす技。相手よりブッチャ（目を回すので）のダメージのほうが大きい。
走者…イッキ&ブッチャ
AGITO & AKITO × KAZU Grand Fang Fire Bird
「牙」に炎をのせて放つ、炎の牙。
走者…咢&亜紀人&カズ

### 超獣（ベヒーモス）
ジガバチロック
走者…ヘカトンケイル・ボム（五所瓦 風明）
殺陣蜂百の手（キラービーハンドレッド）
走者…ヘカトンケイル・ボム（五所瓦 風明）
吊り腕四の字「ジガバチ固め（ロック）」
走者…ヘカトンケイル・ボム（五所瓦 風明）
Spiral Spin Wallride999 Sidewinder
壁を蹴りながら回転し、上空から相手の頭上に両足かかと落としをお見舞いする。sidewinderとは蛇の名前。
走者…美作涼
Bloody armor fang on gigaers
アキラのA・Tに組み込まれた「牙」を目醒めさせる「牙の玉璽」始動トリック。
走者…アキラ
AKIRA Bloody armor over skill GIgaers Cross
比較的弱い「牙」を重ね合わせて放つ驚異的な技。短い助走でも高い威力を発揮する。
走者…アキラ

### 眠りの森（スリーピング・フォレスト）
Backward crossing Method air to spin
走者…野山野林檎
To Onewheel 360°
走者…野山野林檎

### 旧・眠りの森（スリーピング・フォレスト）
KIRIC × SORA Crystal Sand Wind
あらゆる物をのみ込み、磨り取っていく砂嵐を起こす連携技。キリクいわく、「大地の風」。
走者…キリク&空
Lightning Spider Net
相手をワイヤーでとらえ感電させる技。
走者…ブラック・バーン、鵺

### 創世神（ジェネシス）
時の舞円（ロンド）
走者…時の支配者（アイオーン・クロック）/相川　妙子
時の大輪廻転生（リーン カーネーション）
A・Tで加速された円運動で遠心力の乗った破壊力のある攻撃を連続して繰り出す連繋大技。アイオーン48の必殺技の最上位技（ハイエンドトリック）の一つ。
走者…時の支配者（アイオーン・クロック）
セントエルモス クロスファイア
走者…スピット・ファイア/時の支配者（アイオーン・クロック）

### スレイプニール
アースガルズの 天の橋（ヘビヴロスト）
剣を傘状に変化させた後空中に浮かぶ煙の上を歩くように進む技。
走者…フレイヤ
光りの髯（スキンファクシ）
空気の壁を歪ませ、風のレンズを作り自分や人形の姿を煙に投影させる技。
走者…ノートダグ
集積積乱雲（テーバリング・クラウド）
コイル状の渦で一転に集めた高圧力の空気で相手を押し付ける、パイルトルネードの応用技。風の方向は自由自在。ブッチャ曰く、KONISHIKIの倍以上の圧力。
走者…ウートガルザロキ
Dance of the Einherjar`s Sword（エインヘルヤルの剣の舞）
傘状に変形させた剣を上に振りかざし竜巻を起こす技。
走者…フレイヤ
Muspellzheimr`s Shining Wind（ムスペルヘイムの光る風）
翼状に変形させた剣を身にまとい風に乗って加速し相手を攻撃する技。
走者…ウートガルザロキ

## 王
旧眠りの森誕生時では、王はそれぞれ自分だけの専用パーツ「玉璽（レガリア）」を持つ8人のライダーのことだった。8という数字は現在残っているオリジナルのレガリアの数と符合している。もともとレガリアは28人いた第一世代重力子それぞれの専用パーツだったが、武内空が20個を「食べちゃった」ため、8個しか残っていない。残った8個のレガリアを持つ者＝8人の王が揃うことで「空のレガリア」が発動する。ただし、本来道は1人1人異なるもので、現在では自称他称含めてさまざまな王が乱立している。もっとも、8個のオリジナルレガリアを持つ8人の王が揃わないと空のレガリアが発動しないため、必然的に現在の王も旧眠りの森の王の8つの道と同じ分類がされる。
また王は、調律専門のチーム・道具屋（トゥール・トゥール・トゥ）の全面的なバックアップと、強大な力である玉璽を行使する権利を持つ。
| 王の名称 | 玉璽の名称 | 道の名称                       | 初代および旧眠りの森         | 現眠りの森                                   | ジェネシス                                | 小烏丸                                       | その他           |
| -------- | ---------- | ------------------------------ | ---------------------------- | -------------------------------------------- | ----------------------------------------- | -------------------------------------------- | ---------------- |
| 風の王   | 風の玉璽   | 翼の道（ウイング・ロード）     | 武内 空                      | 野山野 樒柑、風爆の道（ゲイル・ロード）      | 南樹（候補）→武内 空                      | 南樹、嵐の王・凱嵐の道（ハリケーン・ロード） | －               |
| 炎の王   | 炎の玉璽   | 炎の道（フレイム・ロード）     | スピット・ファイア           | （王蟲、水の王、泡翠の道（ラザー・ロード）） | スピット・ファイア→アレキサンダー・ロック | 美鞍 葛馬                                    | －               |
| 雷の王   | 雷の玉璽   | 紫電の道（ライジング・ロード） | ブラック・バーン             | 鬼睡蓮                                       | 鵺                                        | －                                           | －               |
| 荊の王   | 荊の玉璽   | 荊棘の道（ソニア・ロード）     | ガゼル→野山野 梨花、棘の玉璽 | 野山野 林檎                                  | 野山野 梨花、棘の玉璽                     | －                                           | －               |
| 牙の王   | 牙の玉璽   | 血痕の道（ブラッディ・ロード） | ファルコ                     | （蛾媚子、角の王）                           | 宇童 アキラ→オルカ                        | 鰐島 咢/亜紀人/凛鱗人                        | －               |
| 轟の王   | 轟の玉璽   | 轢藍の道（オーヴァ・ロード）   | ドントレス                   | 蜷                                           | ヨシツネ→アーサー                         | －                                           | －               |
| 契の王   | 契の玉璽   | 閃律の道（リィーン・ロード）   | 巻上イネ                     | 野山野 白梅                                  | シムカ                                    | －                                           | 巻上イネ→皇杞 枢 |
| 石の王   | 石の玉璽   | 大地の道（ガイア・ロード）     | キリク                       | キリク                                       | 武内 宙、緋翠の道（ジェド・ロード）       | 御仏 一茶、山塊の王                          | －               |

## 道
個人の持つ技の特徴を表したものを“道”と呼び、1つの系統においても様々な種類の道がある。
道は個人1人1人に開かれているため、ライダーの数だけ道は存在すると言われている。
翼の道（ウィング・ロード）
物語前半の樹と空が走る、空の王に最も近い王の道。
風を使って道を走る。また空気の面（大気の温度差や大気の流れ（いわゆる風）によって生じる空気の密度差）を手で捉えることにより、自在に風を起こすこともできる。
最近では「翼の道」ではなく「風の道」とも呼ばれている。この2つの道が別物なのかどうかは不明。
-無限の空（インフィニティ・アトモスフィア）は「無限の風（インフィニティ・エアード）」、「Moon struck Numberless Grappler（名もなき 狂躁の 格闘士ども）」。
凱嵐の道（ハリケーン・ロード）
コロ爺が名づけた樹の新たな道。また、名称の2文字目は正しくは「嵐」という字が2つ連なった字になっている。
　詳しい性能などは本作では語られなかったが、空と梨花との最終決戦ではリンゴがトロパイオンの塔の外に吹き飛ばされた際に「気体制御」を行っている。
　-無限の空（インフィニティ・アトモスフィア）は「無風結界 アストラルメイガース」。
血痕の道（ブラッディ・ロード）
咢、亜紀人が走る道。A・Tによって相手の体に道（傷）を刻み付ける。
この道の特徴は“キレ”。ここで言う“キレ”とはスピードや瞬発力のことではなく、静止状態から瞬時にトップスピードに達する加速と、トップスピードを瞬時に静止状態に戻すフル・ブレーキング能力を指す。その「0-100-0（ゼロ－マックス－ゼロ）」と言われる過酷な運動の核となるのは柔らかく強靭な太腿の筋肉群である。血痕の道を走る者はこの“キレ”によって敵の1人1人に確実に道（傷）を刻み込む。
-無限の空（インフィニティ・アトモスフィア）は「無限の牢獄（インフィニティ・ジェイル）」。
荊棘の道（ソニア・ロード）
リンゴ、リカが走る道。コロ爺曰く、“守”のエキスパート。自身に道を刻むといわれるほど負担が大きい。
超人的な過呼吸を行い肺にかかる圧力を高め（4気圧）、通常の4倍もの空気を体内に取り込み、体内に大量に溶け込んだ窒素（この場合の窒素分圧2.4）は、ほんの少しの減圧（息を吐き出すこと）で体中の隙間（背骨も含める各関節）に気泡となり現れるが、この時全身に気を失う程の激痛が走る。気泡状態の窒素はエアクッションの役割を果し、関節の可動域を限界以上に拡げ、人間とは思えぬ動きを可能にさせる。常に肺に高気圧の負荷を掛けるため、この道は周囲が高気圧になる“森”の中でこそ真価を発揮する。
普通の人間が膝を基点に動くのに対して荊棘の道は股関節を基点とすることで、広い可動域を持つ。また女性は足の付け根が男性のそれよりも外側に付いているので、体の重心を移動させやすく、素早いターンの切り返しを行える。荊棘の道の関節の可動域、柔軟性を持ってはじめて荊の玉璽の“蕀”を出せる。
-無限の空（インフィニティ・アトモスフィア）は「無限の荊鎖（インフィニティ・チェーン） ターコイズ・ソニア」。
炎の道（フレイム・ロード）
スピット・ファイア、カズ、アイオーン・クロックが走る道。
超高速の動きで摩擦熱を生み出し、大気の温度差で炎が発生したかのような幻を見せる。相手は摩擦熱によって皮膚を焼かれ、体内の血を噴き出しながら倒れていく。
アイオーンが主に使う「時」の正体は、体の動作の基点にA・Tで加速した蹴りや平手でその動き出しを止めること。さらに顎の先端や後頭部、首筋の根元の神経節を撃ち、運動中枢の自由を完全に奪う。その時、頭を打ったときと同じように目がかすみ炎のような陽炎が見え、意識ははっきりしていても体は動かず灼けるように熱くなる。「時」はライダー自身が炎を使うのではなく使われた者が炎を感じるため「炎の道」に分類されている。
-無限の空（インフィニティ・アトモスフィア）は「無限の煉獄（インフィニティ・インフェルノ）」。
燭の道（アポロン・ロード）
“バーニン・ブラッド”=スピット・ファイアとアイオーン・クロックが2人で走る道。2人同時に「時」を止めることができ、いかなる敵も贖罪の炎で焼き尽くす。別名「炎の刻」。
紫電の道（ライジング・ロード）
鵺、ブラック・バーンが走る道。+極と-極のホイールを用いて磁界を作り出す。また、発生した電磁波で人に幻覚を見せることもできる。雷の玉璽の生み出すエネルギーは電流となり本来非伝導体である空気を貫通して相手にダメージを与える。
轟雷の道（ブリッツェン・ロード）
梶 正剛が走る道。紫電の道（ライジング・ロード）の亜種。ホイールに内蔵された発電機により、運動エネルギーを電気に変換する（慣性回収）。ホイールが前後それぞれ+極、-極に分かれており、発生した電気によりホイール間に磁界を形成する。蓄えた電気をそのまま放出することも可能（鵺のように空気中に飛ばすことはできない）。
轢藍（れきらん）の道（オーヴァ・ロード）
ヨシツネ、ベンケイ、ドントレスが走る道。目の前に立ちはだかる者全てを叩き伏せて轢き潰して“道”を作る。
ドントレスの玉璽は、腕につけた玉璽に空気を取り込んで超臨界流体の“壁”を作り、それを自由自在な方向から相手に向かって“壁”を放出し相手を轢き潰す。周囲の柱などに“壁”を反射させて超臨界流体の“壁”を増幅させることも可能。
ヨシツネの玉璽は、A・Tの踵部分から取り込んだ空気や相手の“風”や“牙”を、ラム・ジェット理論で圧縮して放出し、相手を轢き潰す。
-無限の空（インフィニティ・アトモスフィア）は「無限の轍（インフィニティ・フェイラー）」。
閃律（せんりつ）の道（リィーン・ロード）
イネ、枢らトゥール・トゥール・トゥのメンバーが走る道。A・Tの“音”を聞き取り使用者に会うよう調律する。
-無限の空（インフィニティ・アトモスフィア）は「無限の音階（インフィニティ・スカーレ）」。
大地の道（ガイア・ロード）
詳細不明。旧石の王・キリクが走っていた道。現石の王・ニケ（武内 宙）はこれとは違う道を走るため、先代のキリクのみが走っていた。
-無限の空（インフィニティ・アトモスフィア）は「無限の地層（インフィニティ・ストラタム） グラビトサフォカーテ」。
緋翠の道（ジェド・ロード）
現石の王・ニケ（武内 宙）が走る道。「大地の道」と宙の「風をつかむ能力」を融合させて新たに生み出された道。A・Tのホイールで地面を砕き、砕けた石などを飛ばす。水晶振動周波（クリスタル・クオーツ）の原理を応用した「振動波」を使い、相手の体を石化したように動かなくさせる。
泡翠の道（ラザー・ロード）
王蟲が走る道。通常のA・Tが苦手とする雨天や水場での戦闘を得意とする。
-無限の空（インフィニティ・アトモスフィア）は「泡爆滅殺（バブルガム・クライシス）」。
風爆の道（ゲイル・ロード）
野山野蜜柑が走る道。風系の道。
その他の道
腐臭の道（スメル・ロード）→腐海の道（スメラード）
オニギリが走る道。臭いは人間の精神を最も揺さぶる感覚。それを用いて、自分の発した汗の臭いで相手を催眠状態に陥らせる。腐臭の道（スメル・ロード）は進化して腐海の道（スメラード）になった。後に窒素を利用して幻覚を生み出していることが判明した。
死出の道（ネクロード）
ポチョムキンのメンバーが走る道。チームの勝利のために進んで犠牲となり、チームの勝利を勝ち取る。要は1人が踏み台という足場となって他のメンバーを先に行かせる。
剣の道（ロード・グラディウス）
ガウェインが走る道。A・Tの踵に装着された刃を使用。刃の関節部分がわかれ鞭のように扱う。

## 玉璽
玉璽（レガリア）とは王の力を表すとともに、王の能力を高める、この世に1つしかない特別な部品（パーツ）またはA・Tのこと。
もともと玉璽は、第一世代の“重力子”の内、旧・眠りの森に集まった者が、「塔」から出たときに持っていた本人たちに合わせて作られたA・Tのことを指すため、考え方を変えれば、第一世代の“重力子”が持っていた28個のA・T全てが同等の力を持つ玉璽とも考えられる。ただし、現存するオリジナルの玉璽は確かに8個で、それ以外は「擬似玉璽（サブレガリア）」と呼ばれる本物の劣化コピー版である。"眠りの森"の王が用いている玉璽は全てこの「擬似玉璽」のため、"重力子（グラビティ・チルドレン）"としての能力に完璧にはついて行けない（そのため「調律者（リンクチューナー）」は必要不可欠）。
無限の空（インフィニティ・アトモスフィア）とは、簡単に言うと玉璽の能力のこと。玉璽のA・Tは空、すなわち大気を使う。“風”“牙”“蕀”“風車”は空気の移動、“炎”は空気の持つ熱、“磁気”は空気中の伝導、“音”は空気の振動を使う。それがA・TのA・Tたる所以であり、このことから「無限の空」と名が付いた。王の最終奥義。
このような凄まじい力を発揮する一方で、「王」自身にも負担が掛かるいわば諸刃の剣でもある。どのような優れた王であろうとも玉璽の“力”を行使できる回数には限度があり、それ以上は王も玉璽も「無限の空（インフィニティ・アトモスフィア）」の負荷に耐えきれない。ゆえに玉璽の調律は王にとっての生命線。その王の体に見合わぬ調律をすれば、玉璽だけでなく王の肉体をも破壊してしまう。
空の玉璽
別名“究極の玉璽（レガリア・オブ・レガリアス）”。8人の王が持っている8個の玉璽を揃えることにより空の玉璽になると言われる。しかし、「塔」に眠る「キー」となるものを使わないと完成しない。キリクいわく「世に出れば、世界を混乱させる」力を持つという。
その正体はすべてのA・Tに搭載されているネットワークをつないだSkyLinkのこと。すべてのA・T(走るためのA・Tに限らず、様々な技術に使われているA・T技術も含まれる)を掌握することが出来る。その鍵は、重力子が「塔」から逃げ出すときに開発者の1人が抱えていた、量子暗号化されているSkyLinkのパスワード。その開発者が「塔」の内部に落ちてしまったため、現在は回収が不可能に近かったが空が｢ビーフェルド・ブラウンエフィクト｣により8千Kを超える超高温と超電磁波から守られる形で回収。
無限の空（インフィニティアトモスフィア）は「赤い翼（ブラッディウイング）」。
風の玉璽
かつて武内空が履いていた玉璽。核であるMoon struck drop（狂風神のしずく）「バグラム」が2枚羽のように変形する。
1度はキリクによって壊されたが、その後イッキの手に渡り枢の力によって“バグラム”は修復された。修復後、イッキのエアトレックへ組み込んだが、その“バグラム”ははこが作り、すり替えたもので、2回の発動で壊れた。通常のA・Tの何十倍、条件次第では何百倍もの効率で“風”を掴めるので、大気の温度差や大気の流れ（いわゆる風）によって生じる空気の密度差、空中に膜のように広がるその境界面を捉えて走ることができる。この無敵の風の専用道路、「無限の風（インフィニティ・エアード）」を走ることで水面のすぐ上を滑るように移動したり、空中での方向転換が可能になる。また、手で作り上げた風を“バグラム”に押し当てることで、“バグラム”自体がさらに翼のように変形する（第一段階）。これが翼の道の“無限の空（インフィニティ・アトモスフィア）”であり、その際玉璽は多くの風を取り込んで、周囲にとてつもない風の壁を作り出す。その風によって壊れた建物の破片等は風を纏い、風の王が翼の下に展開させた死神となって敵を殲滅する「Moon struck Numberless Grappler（名もなき 狂躁の 格闘士ども）」となる。枢が作った“バグラム”は、はこ共々ニケ（武内 宙）に奪われ、空の手元に戻った。また、枢が作った“バグラム”は以前のそれに比べて空も驚くほどのパワーアップが施されていた。1度目より強力な風を送り込むことによって翼のように展開しているバグラムが牙の玉璽に似た形状（第2段階）になり、蹴りだけでとてつもない風を周囲に巻き起こし、その風はただの石の欠片に人体を易々と撃ちぬくほどの威力を与える。
牙の玉璽
パーツ単体のことではなくブレーキングや着地で生まれる慣性エネルギーを回収して再放出するシステムを指す。回転しているホイールを急停止させる時に生まれる制動エネルギーを全て吸収し、回転エネルギーへと変換して再び外に放出することで衝撃波を作る。その力は強力だが、筋肉に凄まじい負担を与えるので連続して使い続けるのは難しく、複雑な機構をホイール内に組み込んでいるため、「飛ぶ」という機能を著しく犠牲にしている。血痕の道（ブラッディ・ロード）のキレがあって初めて“牙”を作り出すことができる。“牙”は一定時間空気中に留めておくことができ、それを利用してアキラは「檻」を作り出した。密室内においてその力をより有効に発揮することができる。無限の空（インフィニティアトモスフィア）は「無限の牢獄（インフィニティジェイル）」。
炎の玉璽
高速回転しているホイールから出る熱で蜃気楼や上昇気流を作り出す。ライダーの実力によっては凄まじい炎を生み出すことが可能となる。炎の道（フレイム・ロード）の素質がないと“炎”は発生しない。無限の空（インフィニティアトモスフィア）は「無限の煉獄（インフィニティインフェルノ）」。
前述の能力は、炎の道を走るライダーならば、普通のエアトレックでも十分可能であり、炎の玉璽自身が持つ能力はしばらく不明であった。しかし、34巻にてルーン詞（フサルク）「マザー」を司る、「空の王」を生み出すための重要な存在であることが明かされた。
具体的には、全てのライダーのメモリースティックに保存されたデータファイルにアクセスし、そこからライダーの「走りの記憶」を取り出すことができる。つまり、炎の道を走るライダーでありながら、ありとあらゆる王のトリックを使用できるようになる。あらゆる敵に対応可能で、まさに無敵に近い能力であるが、技術のない人間が無理矢理に他の力を使用するため、使用者は急激に体力を消耗し、死に至る場合もある。
自身の命を燃やす覚悟すらも持った者が使うことで、初めて機能する玉璽と言える。
雷の玉璽
ホイール内に内蔵された発電機により、運動エネルギーを電気に変換（慣性回収）。それにより発生した電流を張り巡らせたワイヤーに流し、それによって相手を感電させる。ワイヤーは町1つを覆えるほど広げることができる。また生み出される特殊な電磁波は脳に作用し幻覚を見せたり、フレミングの法則により金属を強力な電磁石にすることによって金属類を引き寄せるなどの効果を持つ。鵺は全身に38個のホイールがあるスーツを着用しており、全てが玉璽と連動し、その有効範囲を数kmまで広げている。また、無限の空使用後は使用者が磁性を帯びてしまい携帯電話などの電子機器を使えなくなる。空母カーネルサンダースでの戦いの最中、それまで鵺が使用していた雷の玉璽には本物の核が使われていなかったことが発覚。イッキとの「ラン」でのタイマン勝負の際に本物の核に換装されるも完敗。鵺の意思により、核はイッキに託された。
轟の玉璽
ヨシツネが所有していたが、ジェネシスVSトライデント抗争の後、ベンケイの手によりイッキへ届けられる。風は轟いて嵐になる…の構想により今後、嵐のレガリアの核となる模様。ラム・ジェット理論という原理を応用させたもので、前方からの風を圧縮、後方に噴射させることで推進力を生む。押しよせる風が強ければ強いほど、更に加速していく。それが、己への風が強ければ強いほど、その風を自らの力に変えて猛り狂う風車のようにも思えるため、“風車の力”や“風車の理”と呼ばれる。風の流れを吸収するため、「翼の道」や「血痕の道」の天敵といえる。ただし、発動には玉璽自体が高速運動をしていないといけないためヨシツネのような凄まじい脚力が必要である。
「牙」や「風」などのエネルギーを圧縮し、ラムジェット機構で空気を高温かつ高圧にして作った“超臨界流体”により、目に見えない「壁」を作り出す。
通常時はフレームがジェットエンジンのような形になっている。
また他の玉璽と同じように全力で玉璽の力を使う時に形を変え、後方のフレームがブースターのように変化しホイールから内部機構が見えるようになる。（パーシヴァルとの戦闘時A・Tレールガンの弾のエネルギーを吸収　圧縮するときに変形した）
無限の空（インフィニティアトモスフィア）は「無限の轍（インフィニティフェイラー）」。
棘の玉璽
現荊の王である林檎が所持している玉璽は8人の王の中で唯一オリジナルからの劣化コピーである「擬似玉璽」となっている。初期は『荊の玉璽』の名で呼ばれていた。
オリジナルの所在は初代眠りの森壊滅以降明らかになっていなかったが、後に南博士の手によって強化された最新モデルの『棘の玉璽』が洗脳された梨花に与えられた。
林檎が所持している「擬似玉璽」は後輪が荊のような鞭に変形するワンウィール式の玉璽。核の名前は「ソネット」。与えられたルーン詞は「ソーン」。鞭の部分は超電導リニア振動によって触れる物を一瞬で“弾く”。それは空気と言えど例外ではない。体をしなやかな鞭のように捻りあげ、更に回転を加速させていくことで、玉璽の突起が音の壁を破り無数の衝撃波を生み出す。玉璽の突起全てから発せられる“蕀”と呼ばれるこの衝撃波は“牙”の威力には劣るものの、その名の通り相手の体に少しずつダメージを蓄積させていく。ただ、“荊棘の道”は耐久力がないので長時間の連続使用は難しく、それ以上は体が持たない。この蕀は両足を揃えた状態でも放つことが可能。蕀を全身に纏い更に回転を加えることで、荊の道の無限の空（インフィニティ・アトモスフィア）、「無限の荊鎖（インフィニティ・チェーン） ターコイズ・ソニア」を発動する。限界を超えた「風」との戦いで遂に玉璽は壊れてしまった。「牙の玉璽」と同じように、荊棘の道の特徴であるA・Tを土台とした広い加速領域と、全身を鞭にした凄まじいスピードの蹴り、さらには荊の玉璽の超電導鞭の空気振動減退効果という複数の要因があって初めて“蕀”を作り出すことができる。イッキとのバトルで大破した、現在はキリクが新たに設計した図面を元にカノンが新しいものを製作中。
契の玉璽
他の玉璽と異なりA・Tに搭載されていない。十字架型の形状をしていて、発動時にはコンピューター基板のような計8個のパーツに分かれてそれぞれが十字架に付属した状態で「契の王」の周囲に展開、お互いを複数の弦で結び合わせる。周囲に展開した玉璽の弦を中心の「契の王」が持ち、十字架の外側に居る複数の調律者が調律用ヘッドフォンを装着することで発動条件が揃う。
「契の玉璽」は、「契の王」が持つ、天才的な「感覚（概念）」と呼ばれる特別な世界観を解析・増幅し、それを「音」によって他のメカニック（＝調律者）に伝える能力を持つ。この「音」は「鳥の鳴き声」に例えられる物で、一見ただの歌でしかないが、キリクいわく「裏の周波数」で膨大な量の「概念」をやり取りし、他の調律者たちに「契の王」が持つ「概念」を共有させることで超高度な調律を行わせることが可能となる。無限の空（インフィニティアトモスフィア）は「無限の音階（インフィニティスカーレ）」。
石の玉璽
元々はキリク専用に造られた玉璽で、後にニケによって奪われてからは外見が若干変わっている。
キリクが使用していた当時の外見は革靴。踵に後輪が収納されていて、玉璽の中では珍しく前輪・後輪とは別に足の甲に玉璽の核「使徒座（ハーデス・アポストリカ）」がセットされていた。水晶振動周波（クリスタル・クォーツ）の原理を応用した「振動波」によって周囲の物体を硬化させたり砂を巻き上げるといった使い方のほかに、「地殻レーダー」と呼ばれる探査機の原理を利用して効果圏内のあらゆるA・Tが地面に刻む《走紋》を識別し、探知する事が可能。ただし、能力の性質上空中までは探知出来ない。無限の空である「無限の地層　グラビトサフォカーテ」は、振動波によって硬化させた空気の塊を上空から相手に叩きつけることで攻撃する技。
ニケが使用するようになってからは、前輪部分は通常型ホールではなくボゥローラー式になっていて、後輪と足の甲の核に関しては元のまま変わっていない。「使徒座」は地面を砕いて攻撃する際には両サイドに動くこともある。「振動波」を放って敵の体を石になったかのごとく完全に硬直させる能力や周囲に対して探査を行う能力は引き継がれており、特に探査に関しては限界範囲は不明ながら地面を離れた空中に対しても効果を及ぼしている。
角の玉璽
別名「鉈蟲（ハッチェナム）」。つま先にある何個ものドクロ型の吸排気口一個一個から空気を取り込んで圧縮し、放出することで真空の砲弾を作り出す。放出した砲弾は弾丸にして敵にぶつける、或いは扁平に飛ばすことで刃のようにして物を切断することができる。次世代型玉璽。「牙の玉璽」とは微妙に違い「技」を撃つ前に走ることを要せず、高速回転させたホイールを目にも止まらぬ速さの連続蹴りで、急停止、急加速を繰り返すことにより生まれる制動エネルギーを動力に「技」を放つ。「擬似玉璽」。
水の玉璽
王蟲が所有。前輪に小ホイールが縦に2個、後輪に極端に大きいホイールが1個（3つともオフロードタイヤのような形状をしている）の、三輪式の玉璽。
水面でホイールを高速回転させ、高速で振動させることで強度を高めた水の中に、周囲の空気を高密度で閉じ込め、水泡を作る。一斉に破裂した際の凄まじい振動は体の表面には影響を与えないが、体内の水分に伝わるため、身体の内面（内臓や脳、筋肉など）にダメージを与える。それは、たとえ成人男性といえど耐えられるものではない。水泡は後方にしか作り出せないのでフロントが弱点になる。
発生させた泡を自身の周りに集め自爆する技があるが、一度発動すると自分では止められないため、自爆をしようとした際に後輪が壊れた。その後、修復され、白いA・Tに搭載された模様。無限の空（インフィニティアトモスフィア）は「泡爆滅殺（バブルガムクライシス）」。「擬似玉璽」。
嵐の玉璽
轟の玉璽を使用して、風は轟いて嵐になる…の構想により、嵐のレガリアの核とする模様。
空母での決戦で手に入れた炎、雷、牙、石、紡、風、轟の7つの玉璽の核により完成。

## A・Tチーム

### 特Aクラス
眠りの森（スリーピング・フォレスト）
総長は野山野林檎。
8人すべてが何かしらの王で重力子（グラビティチルドレン）
スレイプニール
ウートガルザロキがリーダーを務めるチーム。4人のメンバーで構成され、そのメンバー全員が王クラスの風の道のライダー。前回の鱗の門（グラム・スケイル）トーナメント優勝チームであり、今回においても優勝候補の大本命。

### Aクラス
創世神（ジェネシス）
総長はシムカ（実質上の総長は武内空）。
ブラック・クロウ
ジェネシス傘下。鵺がリーダーを務める子供ばかりのチーム。メンバーは全員第二世代の重力子（グラビティ・チルドレン）
エンド&スタート（ループ）
ニケ（武内 宙）がリーダーを務めるチーム。
三峰将（トライデント）
ヨシツネがリーダーを務める3人だけのチーム。西日本全域をシメる。
撃鉄（アイアンハンマー）
ジェネシス直属の近衛兵的立場。
グループ・ボルケーノ
スピット・ファイア（現在は黒炎）がリーダーを務める炎系の連合チーム。ジェネシス傘下だったがスピット・ファイアの一件があったためジェネシスを離脱。
スピットファイア
リーダーはスピット・ファイア。
コカ・ファイア
リーダーはコーク・イン・マジシャン 黒炎。
九尾の狐
リーダーはホワイトロード 白面。
金鉄ブルズ
T・ゴンゾーがリーダーを務めるチーム。咢一人に敗北した。
クレイジー・マスク
狂面 梶正剛がリーダーを務めるチーム。
ロコーデキ
結成10年、82戦56勝のベテランチーム。原作には名前しか出ていない。
ハイウェイ サーカス
トーナメント出場回数：4 最高成績：3回戦
トーナメント2回戦にて小烏丸に敗れる。
首都高速が縄張りのキャノンボール・スタイルのチーム。最高速度は250kmにも達する。
マテリアル キャンディー
トーナメント出場回数：3 最高成績：1回戦
A・Tカフェ「チェリー」がエリアの女子チーム。

### Bクラス
小烏丸
リーダーは南樹（イッキ）
レザ・ボア・ドッグス
犬山が総長を務める。メンバーは犬のマスクを着用。
士魂（サムライスピリッツ）
トライデント傘下のBクラスチーム。「タケちゃん」の命令で小烏丸を襲い、エミリらを誘拐したが、メンバーのほとんどを咢、エミリらに倒される。
ジギー
トーナメント出場回数：6 最高成績：2回戦
プロの格闘家集団。キューブルールでは無類の強さを持ち、キューブでの勝率は9割を超えている。しかし、それ以外のルールではほとんど負けているため、それなりに有名なチームではあるものの万年Bクラス。スレイプニールと合併した。
アルマイト ドロップ
トーナメント出場回数：1 最高成績：1回戦
メンバーは全員メガネ。
怪傑イズナ団（沼津アクションクラブ）&トランス仮面（小田原ジョー）
トーナメント出場回数：1 最高成績：1回戦
チビッコのみならず奥様にも大人気テレビシリーズ番組のチーム。潜在能力は高い。

### Cクラス
髑髏十字軍（スカルセイダース）
間垣浩二がリーダーを務める。「暗黒の街を駆る地獄の使者」「疾風の暗殺部隊」などの称号が付けられている。その活動は半ば不良グループに近い。メンバーは髑髏のマスクを着用。
アニマルハウス
初登場時Eクラス。小烏丸に勝ったことで調子に乗り、Cクラスまで駆け上がる。メンバーはキリマン・マダガス・ザンビア・アンゴラ・サハラ。ゴリラのマスクを着用。
スペターマックス
小烏丸に敗れる。このチームとの戦いで、エミリに必殺技ができる。
デス・パイロッツ
小烏丸に敗れる。
ドラマグラ
小烏丸に敗れる。このチームとの戦いで、エリア「サンシャイン・グリーン」を獲得。
白狼会
社長レッドがリーダーを務める社会人チーム。有限会社「シリウス商会」の技術を最大限利用し、パーツ・ウォウBクラスで3戦3勝の成績を持つ。

### Dクラス
超獣（ベヒーモス）
ジェネシス傘下。宇童アキラがリーダーを務める。味方の弱小チームを守り、敵チームの昇格を阻むためにDクラスに留まっている。
B・BOX
小烏丸に敗れる。
ワンロン
小烏丸に敗れる。このチームとの戦いで、オニギリのスメルがスメラに進化した。

### Eクラス
夜王
御仏一茶がリーダーを務める東雲中の夜の支配者。樹に敗れた後、解散した。
ポチョムキン
東雲軍艦島を拠点としている。メンバーは8つ子の兄弟でロシア風の軍服とエアーガンを着用している。
F・U・X（フォーチュン・ユニオン・ゼクセル）
小烏丸に敗れる。メンバーは池袋T・渋谷E・新宿N・三茶G・下北沢剛。
ワンダータートルズ
小烏丸に敗れる。メンバーは亀田・亀崎・亀崎（兄）・亀山・亀頭。
アスピニード
プロ（女）を助っ人に呼び小烏丸に勝とうとするが、そのプロがオニギリを恐れ（嫌悪?）棄権し、小烏丸に敗れる。

### Fクラス
サーベルタイガー
イリヤ=ナツミがリーダーを務めるチーム。メンバー全員3輪のA・Tを履いている。小烏丸初陣の相手。
ピンクパンサー
小烏丸に敗れたサーベルタイガーが再結成したチーム。

### その他
道具屋（トゥール・トゥール・トゥ）
皇杞枢がリーダーを務めるA・Tのメンテナンスチーム。お金のない若年層のユーザーのために無償でメンテナンスなどを行っている。王と玉璽の調律もこのチームのメンバーが行うが、チーム自体はどのチームとも組みせず中立を貫く。
九ツ首の鐘の中をエリアとしている。
旧・眠りの森（スリーピング・フォレスト）
武内空が総長を務めた伝説のチーム。野山野梨花以外はすべて重力子で構成されている。メンバー間の対立から壊滅した。
無機ネット
インターネット内で仮想対戦のみを行う電脳チーム。解散直前の旧「眠りの森」のデータと記憶で構成されている。鱗の門トーナメントの永久シード権を持ちながらも実際に大会に参加することは無いので、このチームに勝ち、その永久シード権を奪うことができれば下位ランクのチームや登録を逃したチームがトーナメントに参加できるという裏技がある。
ギガギガアイズ
グラムスケルトーナメントに出場した岩手のチーム。クラスは不明。
獅子王（ライオン・ハート）
鱗の門トーナメントに出場したチーム。クラスは不明。
オワイ
鱗の門トーナメントに出場したチーム。クラスは不明。
サンダーヘッズ
鱗の門トーナメントに出場したチーム。クラスは不明。
ファットボーイストレイン
鱗の門トーナメントに出場したチーム。クラスは不明。
イージー・エーター
鱗の門トーナメントに出場したチーム。クラスは不明。
ブロー・ザ・ビースト
鱗の門トーナメントに出場したチーム。クラスは不明。
ディグ
鱗の門トーナメントに出場したチーム。クラスは不明。

## 専門用語
A・T（エア・トレック）
「Active Industrial Revolution Technology Repair Earth Carbon Knock-off」の略称。コンピュータ制御で4kWの出力が出せる超小型モーターを搭載した架空のインラインスケート。クッションシステムを内蔵し、使い方次第では自在に「飛ぶ（エアと呼ぶ）」ことを可能にする別名"自由への道具（エア・ギア）"。A・Tを使って決める（魅せる）技のことを「技（トリック）」と呼ぶ。
形状は通常のローラースケートのような二輪の"ウィール式"、その派生で片方につきタイヤが一つしかない"ワンウィール式"、扱いは難しいが独特の走行感と機動性が魅力の、無数の球体型のタイヤを持つ"ボゥローラー式"などがある。一口にウィール式のA・Tと言っても使用者によって様々な形状をしており、ブーツのようなものも多い。ワンウィール式はハイヒールのような形状から女性が好み、ボゥローラーA・Tの形状は革靴に似る。
当初はストリートの若者が作り出した遊び道具とされていたが、実際はロスト・エネルギー問題の切り札として、無重力空間内を移動するために「天空（トロパイオン）の塔」で作られたものだった。重力子の逃亡とともに世に広まり、爆発的に利用者が増えつつある。A・Tを使って飛ぶ者たちのことを「暴風族（ストームライダー）（ライダーとも略される）」と呼び、基本的には複数のメンバーが集まった暴走族のようなチームを結成している。
A・Tの踵の部分にはメモリースティックが内蔵されており、走行距離やエアの記録、これまで使用した技などの"走りの記憶"が常に保存されていく。メモリースティックは電脳空間ロン・ホーツ・ボーン・街を通じて世界中とリンクしており、メモリーデータに詰まった"ライダーの魂"が厳重に保管されている。
天空の塔（トロパイオンの塔）
全ての道が集うという暴風族に伝わる伝説の塔。
鱗の門（グラム・スケイル）から通ずるパーツ・ウォウ「特Aクラス」・「鱗の門トーナメント（グラム・スケイル・トーナメント）」バトルフィールドで、実在する巨大な塔だが上ではなく下へ伸びている（全長2万4000メートル）。元は死火山である東雲山の安定したマグマだまりを利用した永続的な地熱発電施設。その最深部はチーム「眠りの森（スリーピング・フォレスト）」のメインエリアとなっている。"森"と呼ばれるその部屋は、とある科学者が作った重力加速度9.8m/s2で部屋全体が自由落下、人工無重力空間を作り出す。特Aクラスのパーツ・ウォウ、「鱗の門トーナメント」の決勝戦はこの"森"で行われる（詳しくは上記参照）。実はイッキが最初にコロ爺と追いかけっこをして辿り着いた場所がココだった。
また、「森」は中の気圧調整を解除したり、一部を開いて塔内の様子を見ることもできる。「塔」の中腹には、かつてキリクやシムカ、空たち"重力子（グラビティ・チルドレン）"を生み出した科学者の遺体が今もミイラのようになってコードに引っかかって残っており、その遺体が抱えるアタッシュケースの中に、全A・Tライダーの追い求めるもの、「究極の玉璽（レガリア・オブ・レガリアス）＝空の玉璽」が封印されている。
九ツ首の鐘（ナインフォール）
枢やはこが通うミッション系スクールにある時計塔の鐘。元々は「塔」を塞ぐ防火シャッターが廃熱の際に開くことを知らせる合図。これが鳴る時は真下にある大ゼンマイの機器も一旦停止する。この鐘が九回鳴る時、その真上にある白い文字盤に針が浮かび上がり、鱗の門が開く時刻を告げる。
トロパイオンの塔に通じる門。「鯉は滝を登りきると、その際に自ら剥ぎ取った古い鱗が光り輝いて翼の生えた、天へと飛翔する竜のように見える」という中国の伝説（詳しくは「登龍門」参照のこと）から来ている。
この門が開く時、Bクラス以上のチームのみが参加できる「鱗の門（グラム・スケイル）トーナメント」が開かれ、全国のトップライダー達が一斉にトロパイオンの塔の頂点を目指して己のエリアを出発する。
族章（エンブレム）
チームを表す金属のピン。チームの誇りであり、チームそのもの。「パーツ・ウォウ」で族章を賭け、奪われた場合、それはチームの解散を意味する。また、チームのエリアを示すためのステッカーも存在する。
調律
道具屋（トゥール・トゥール・トゥ）が行う玉璽の調整作業。
玉璽は王の為に創られた専用パーツであるため、調律者は王に心と体を全て捧げて王の全てを識らなければならない。王には個別に調律者がいて、主に男性の王であれば女性が、女性の王であれば男性が調律を行う。調律方法は、調律者が7600のセンサーが埋め込まれた特殊な調律用のスーツ“SC”を着て、王の体に触れることで、膨大な量の音のデータを読み取る。そしてそれを大撥条（だいぜんまい）ファクトリーの余剰コンピュータで解析し、今の王に最も適した調律状態をはじき出す。あとはその通りに玉璽を調整し、仕上げとして「契の王」が最終微調整を行う。この微調整はイネなら3日、枢なら1時間で終了する。本来、第一世代重力子には調律はいらない。
重力子（グラビティ・チルドレン）
キリクや空達、「天空の塔」の中でロスト・エネルギー問題解決の切り札としてのA・Tをより効率良く扱うために実験的に生み出された子供たちの通称。地上のライダーとは比べ物にならぬほどのA・Tの腕前を持ち、森の中では瞳孔に十字架が浮かぶ。全員が生まれながらに特殊能力を持ち、目に見える全ての物体を三次元的に捉え完璧に近い精度で相手の次の“アクション”を予測する「立体把握幹（ソリッド・センシティブ）」、「生体羅針盤（バイオマス・ジャイロスコープ）」の能力を使うことによってA・Tの能力を最大限に発揮できる。
本来ならば出来の悪い重力子達（旧・眠りの森メンバーの内、キリク以外の重力子は全員）は研究者たちに処分されるはずだったのだが、研究所内で最も優れた能力を示した、キリクの必死の訴えにより処分されなかった。
なお、重力子には空、キリクたちと共に「塔」の中から脱出した「第一世代」と、野山野の三姉妹及び鵺・“夜の鳥（ブラック・クロウ）”のメンバーなどのように現在の王やそのチーム内に在籍する「第二世代」の二世代が確認されている。
なお第一世代は全部で28人生み出された。
脳基移植（ブレインチャージャー）
空を飛ぶ「気持ち（ソフト）」をコピー、ダウンロードするための技術で、「心の翼」を持つ者を生み出す。移植者の瞳孔には斜め十字の眼十輝（オーバークロス・トゥインクル・アイ）が現れる。
0号が凛鱗人（リンド＝ガゼル）、1号以下はスレイプニールのメンバーのフレイヤ、トール、ウートガルザロキ、ノートダグ。彼らにコピーされた脳幹は空の王のものだが、凛鱗人は『はじまりの翼・ガゼル』の人格も、スレイプニールのメンバーは『Fantasia Forte 7』（RPGの主人公とパーティの人格）もダウンロードされている。
左財閥の研究機関によって開発された。開発者は南博士。
ルーン詩（-フサルク）
初出は34巻。初代重力子全員に与えられていたコードネーム。一文字で表され、一つ一つに意味がある。ただし、作中では玉璽に対しても使用されており、その設定や機能については曖昧かつ不明瞭な部分が多い。
現在、作中で明らかになっているルーン詞は以下の通り。
元は魔術的な意味合いを持つ28文字の古代ヨーロッパ文字で、ルーンのこと。
・ギューフ
「与える」を表す。
意味は「与えるとは恩恵。そして名誉なり。その栄光、全き追放者にしてなにも持たぬ者なり」。
作中では、ニケが自分を表す時に呟いた。
・ウィネ
「喜び」を表す。
意味は「喜びとは求めぬ者。痛みも悲しみも知らぬ者には必要なきもの」。
作中では、ニケがカズに向けて言った言葉。
・ソーン
「棘」を表す。
意味は「棘は鋭い。触れる者いかなる戦士なれど痛みを覚え、その中に横たわりし者、我が身を滅ぼす苦しみなり」。
作中では野山乃リカを表す時に使用された。
・ケン
「炎」を表す。
意味は「その輝ける青き光、知らぬ者なし」。
作中ではカズを表す時に使用された。
・イス
「氷」を表す。
意味は「氷よ。固く冷ややかで滑らかなり。霜より生まれし美しき床（こころ）。宝石の如く輝き、その身、硝子の如く清く透く」。
作中ではニケに与えられたルーン詞であると語られた。
・マザー
「扉」を開ける解除コード。ライダーたち全てのデータが保存されたデータファイルにアクセスするための鍵。
意味は「大いなる古。草も砂も海も無く、神も巨人達もいなかった。世界のはじまりは、ムスペルヘイムの火焔だけがあった」。
作中では、カズが炎のレガリアの真の能力を使うために使用した。

## 本拠地
東雲東中学校
「小烏丸」の本拠地。かつては「夜王」の本拠地。
校長（コロ爺）がイッキに貸し与えた秘密基地が隠されている。秘密基地は学園七不思議にまつわる機能を有している。
トロパイオンの塔
「眠りの森（スリーピング・フォレスト）」の本拠地。
詳しくは上記専門用語「天空の塔（トロパイオンの塔）」を参照のこと。
ビッグバード
「創世神（ジェネシス）」総本部。
遺棄されたサッカー場で、あちこちの屋根が崩れている様が大きく翼を広げた巨鳥（ビッグバード）を思わせる。
この手の巨大施設には良くあることだが、ピッチの下には広大な地下空間と現在も稼働可能な様々な施設があり、彼ら自身が手を加えることで複雑怪奇な地下迷宮と化している。全国のライダー憧れの聖地の一つ。
アンダーコロッセオ
「ベヒーモス」の本拠地。かつては咢が牙の玉璽の防衛戦を行っていた。
入り組んだ水路の奥にキューブ戦用の個室がある。
鬼三叉三十三間堂
「三峰将（トライデント）」の総本部。
東雲軍艦島
「ポチョムキン」の本拠地。
国有地だが企業から国への譲渡が完了していないため、占有権発生が迫っている。
ロン・ホーツ・ボーン・街
「無機ネット」のエリア（世界）
このエリアは電脳世界に存在しており、自己増殖プログラムによってウイルスが増殖したり道が勝手に変わったりする。
スピット・ファイアもこのエリアの一部を自分のメモリ・スティックに入れていた。

## 書誌情報

### 単行本
- 大暮維人 『エア・ギア』 講談社〈講談社コミックス〉、全37巻
  1. 2003年5月16日第1刷発行（5月14日発売[2]）、ISBN 4-06-363242-3
  2. 2003年7月17日第1刷発行（7月15日発売[3]）、ISBN 4-06-363266-0
  3. 2003年10月17日第1刷発行（同日発売[4]）、ISBN 4-06-363303-9
  4. 2003年12月17日第1刷発行（同日発売[5]）、ISBN 4-06-363325-X
  5. 2004年3月17日第1刷発行（同日発売[6]）、ISBN 4-06-363347-0
  6. 2004年5月17日第1刷発行（同日発売[7]）、ISBN 4-06-363370-5
  7. 2004年8月17日第1刷発行（同日発売[8]）、ISBN 4-06-363415-9
  8. 2004年11月17日第1刷発行（同日発売[9]）、ISBN 4-06-363450-7
  9. 2005年2月17日第1刷発行（同日発売[10]）、ISBN 4-06-363486-8
  10. 2005年5月17日第1刷発行（同日発売[11]）、ISBN 4-06-363528-7
  11. 2005年8月17日第1刷発行（同日発売[12]）、ISBN 4-06-363562-7
  12. 2005年12月16日第1刷発行（同日発売[13]）、ISBN 4-06-363613-5
    - 限定版、ISBN 4-06-358224-8

  13. 2006年3月17日第1刷発行（同日発売[14]）、ISBN 4-06-363639-9
    - 限定版、 ISBN 4-06-358226-4

  14. 2006年6月16日第1刷発行（同日発売[15]）、ISBN 4-06-363678-X
    - 限定版、ISBN 4-06-362056-5

  15. 2006年9月15日第1刷発行（同日発売[16]）、ISBN 4-06-363717-4
    - 限定版、ISBN 4-06-362061-1

  16. 2007年1月17日第1刷発行（1月15日発売[17]）、ISBN 978-4-06-363775-5
  17. 2007年4月17日第1刷発行（同日発売[18]）、ISBN 978-4-06-363816-5
  18. 2007年8月17日第1刷発行（同日発売[19]）、ISBN 978-4-06-363865-3
  19. 2007年11月16日第1刷発行（同日発売[20]）、ISBN 978-4-06-363909-4
  20. 2008年3月17日第1刷発行（同日発売[21]）、ISBN 978-4-06-363960-5
    - 限定版、ISBN 978-4-06-362101-3

  21. 2008年6月17日第1刷発行（同日発売[22]）、ISBN 978-4-06-363996-4
    - 限定版、ISBN 978-4-06-362115-0

  22. 2008年9月17日第1刷発行（同日発売[23]）、ISBN 978-4-06-384036-0
  23. 2008年12月17日第1刷発行（同日発売[24]）、ISBN 978-4-06-384082-7
  24. 2009年3月17日第1刷発行（同日発売[25]）、ISBN 978-4-06-384109-1
  25. 2009年6月17日第1刷発行（同日発売[26]）、ISBN 978-4-06-384144-2
  26. 2009年9月17日第1刷発行（同日発売[27]）、ISBN 978-4-06-384183-1
  27. 2009年12月17日第1刷発行（同日発売[28]）、ISBN 978-4-06-384220-3
  28. 2010年4月16日第1刷発行（同日発売[29]）、ISBN 978-4-06-384279-1
  29. 2010年7月16日第1刷発行（同日発売[30]）、ISBN 978-4-06-384325-5
  30. 2010年11月17日第1刷発行（同日発売[31]）、ISBN 978-4-06-384394-1
    - 限定版、ISBN 978-4-06-358323-6

  31. 2011年3月17日第1刷発行（同日発売[32]）、ISBN 978-4-06-384457-3
    - 限定版、ISBN 978-4-06-358331-1

  32. 2011年6月17日第1刷発行（同日発売[33]）、ISBN 978-4-06-384501-3
    - 限定版、ISBN 978-4-06-358332-8

  33. 2011年9月16日第1刷発行（同日発売[34]）、ISBN 978-4-06-384550-1
  34. 2011年12月16日第1刷発行（同日発売[35]）、ISBN 978-4-06-384596-9
  35. 2012年3月16日第1刷発行（同日発売[36]）、ISBN 978-4-06-384640-9
  36. 2012年6月15日第1刷発行（同日発売[37]）、ISBN 978-4-06-384685-0
  37. 2012年7月17日第1刷発行（同日発売[38]）、ISBN 978-4-06-384702-4

### 新装版
- 大暮維人 『エア・ギア UNLIMITED』 講談社〈KCデラックス〉、全19巻
  1. 2014年7月17日発売[39]、ISBN 978-4-06-377004-9
  2. 2014年8月16日発売[40]、ISBN 978-4-06-377043-8
  3. 2014年9月17日発売[41]、ISBN 978-4-06-377063-6
  4. 2014年10月17日発売[42]、ISBN 978-4-06-377078-0
  5. 2014年11月17日発売[43]、ISBN 978-4-06-377087-2
  6. 2014年12月17日発売[44]、ISBN 978-4-06-377105-3
  7. 2015年1月16日発売[45]、ISBN 978-4-06-377114-5
  8. 2015年2月17日発売[46]、ISBN 978-4-06-377132-9
  9. 2015年3月17日発売[47]、ISBN 978-4-06-377147-3
  10. 2015年4月17日発売[48]、ISBN 978-4-06-377173-2
  11. 2015年5月15日発売[49]、ISBN 978-4-06-377192-3
  12. 2015年6月17日発売[50]、ISBN 978-4-06-377209-8
  13. 2015年7月17日発売[51]、ISBN 978-4-06-377225-8
  14. 2015年8月17日発売[52]、ISBN 978-4-06-377297-5
  15. 2015年9月17日発売[53]、ISBN 978-4-06-377314-9
  16. 2015年10月16日発売[54]、ISBN 978-4-06-377330-9
  17. 2015年11月17日発売[55]、ISBN 978-4-06-377356-9
  18. 2015年12月17日発売[56]、ISBN 978-4-06-377367-5
  19. 2016年1月15日発売[57]、ISBN 978-4-06-377388-0

### 小説
- 大暮維人（原作） / 皆川ゆか（著） 『小説エア・ギア another trick Message from SpitFire』 講談社〈KCノベルス〉、2007年8月16日発売[58]、ISBN 978-4-06-373311-2

### 関連書籍
- 『ミュージカル 「エア・ギア」 完全ガイド 100％AIR GEAR』2007年5月9日発売[59]、ISBN 978-4-06-364697-9

## テレビアニメ
2006年4月4日からテレビ東京ほかの深夜に放送されていた。9月26日に放送終了（テレビ東京の場合）。コミックス1巻から「鬼の三十三間堂」の話となっている。制作発表時点では『エア・ギア 天駆ける翼』のタイトルになる予定だったが、原作と同じタイトルの『エア・ギア』が正式タイトルとなった。サブタイトルはなく、原作に沿って「Trick:1」、「Trick:2」となっている。
また、GyaOでも無料配信が行われた後（毎週水曜1話ずつ更新）、2008年現在は有料配信で視聴することができる。

### スタッフ
- 原作 - 大暮維人
- 監督 - 亀垣一
- シリーズ構成・脚本 - 小中千昭
- キャラクターデザイン・総作画監督 - 佐藤雅将
- 美術デザイン - 飯島由樹子
- 色彩設計 - いわみみか
- CGチーフディレクター - 西川和宏
- 音楽監修 - skankfunk
- 音楽制作 - skankfunk、Wall5 Project、砂川典
- 音楽協力 - マーベラスエンターテイメント、エイベックス・エンタテインメント
- 製作編成 - 樋口宗久
- 音楽プロデューサー - 高畑裕一郎
- プロデューサー - 鈴木伸明、吉澤孝男
- アニメーション制作 - 東映アニメーション、マーベラスエンターテイメント
- 製作 - エア・ギア製作委員会

### 主題歌
オープニングテーマ「Chain」
作詞 - TEEDA&KENJI 03 / 作曲・編曲・唄 - BACK-ON
エンディングテーマ「SKY-2-HIGH」
作曲・編曲・制作 - skankfunk

### 各話リスト
| 話数     | （絵コンテ） 演出     | 作画監督            |
| -------- | --------------------- | ------------------- |
| Trick:1  | 亀垣一                | 佐藤雅将            |
| Trick:2  | 小坂春女              | 江上夏樹            |
| Trick:3  | （小林孝嗣） 白石道太 | はっとりますみ      |
| Trick:4  | 政木伸一              | 向山祐治            |
| Trick:5  | 安藤健                | 花井宏和            |
| Trick:6  | まつもとよしひさ      | 桜井木の実          |
| Trick:7  | スズキイチロウ        | 椛島洋介            |
| Trick:8  | 亀垣一                | 宮川智恵子          |
| Trick:9  | 布施康之              | 江上夏樹            |
| Trick:10 | 白石道太              | 服部益実            |
| Trick:11 | （駒井一也） 栗本宏志 | 浜津武広 石川雅一   |
| Trick:12 | 政木伸一              | 向山祐治            |
| Trick:13 | 丸藤広貴              | 大河原晴男 丸藤広貴 |
| Trick:14 | （藤原良二） 山口美浩 | 渡辺英樹 今井武志   |
| Trick:15 | 浜津守                | 工藤柾輝            |
| Trick:16 | 宇田鋼之介            | 宮川智恵子          |
| Trick:17 | （山崎たかし） 安藤健 | 花井宏和 中野彰子   |
| Trick:18 | 高橋滋春              | 田中宏紀 服部益実   |
| Trick:19 | （武内宣之） 栗本宏志 | 石川雅一 浜津武広   |
| Trick:20 | 政木伸一              | 向山祐治            |
| Trick:21 | （藤原良二） 横田和善 | 今井武志 南伸一郎   |
| Trick:22 | （浜津守） 新田義方   | 工藤柾輝            |
| Trick:23 | 玉川真人              | 井口忠一            |
| Trick:24 | （奥田誠治） 前島健一 | 桝井一平            |
| Trick:25 | 亀垣一                | 佐藤雅将 宮川智恵子 |

### 放送局
| 放送地域       | 放送局         | 放送期間                      | 放送日時           | 放送系列       | 備考             |
| -------------- | -------------- | ----------------------------- | ------------------ | -------------- | ---------------- |
| 関東広域圏     | テレビ東京     | 2006年4月4日 - 9月26日        | 火曜 25:00 - 25:30 | テレビ東京系列 |                  |
| 福岡県         | TVQ九州放送    | 2006年4月6日 - 9月28日        | 木曜 27:18 - 27:48 | テレビ東京系列 |                  |
| 大阪府         | テレビ大阪     | 2006年4月8日 - 9月30日        | 土曜 26:15 - 26:45 | テレビ東京系列 |                  |
| 愛知県         | テレビ愛知     | 2006年4月11日 - 10月3日       | 火曜 25:28 - 25:58 | テレビ東京系列 |                  |
| 北海道         | テレビ北海道   | 2006年4月11日 - 10月3日       | 火曜 26:30 - 27:00 | テレビ東京系列 |                  |
| 岡山県・香川県 | テレビせとうち | 2006年4月11日 - 10月3日       | 火曜 26:43 - 27:13 | テレビ東京系列 |                  |
| 日本全域       | AT-X           | 2006年8月31日 - 2007年2月15日 | 木曜 9:30 - 10:00  | CS放送         | リピート放送あり |

| テレビ東京 火曜25:00枠 | テレビ東京 火曜25:00枠 | テレビ東京 火曜25:00枠 |
| 前番組                 | 番組名                 | 次番組                 |
| ---------------------- | ---------------------- | ---------------------- |
| CLUSTER EDGE           | エア・ギア             | ゴーストハント         |

## OVA
『エア・ギア 黒の羽と眠りの森 -Break on the sky-』
講談社限定版企画として、第1話（Trick1）は2010年11月17日発売のコミックス第30巻限定版同梱（OAD=オリジナル・アニメーション・ディスク）DVD収録のOVA。原作16巻掲載のイッキとリンゴの対決を映像化。2011年3月17日発売のコミックス第31巻収録の第2話（Trick2）、および2011年6月17日発売のコミックス第32巻収録の第3話（Trick3）では、原作24、25巻の小烏丸vs眠りの森の伝説のバトルを映像化。

### スタッフ（OVA）
- 原作 - 大暮維人（講談社『週刊少年マガジン』連載）
- 監督・絵コンテ - 石平信司
- 脚本 - 前川淳
- キャラクターデザイン - 堀内修
- 美術デザイン - ロマン・トマ、ルガル・ヤン
- メカデザイン - ブリュネ・スタニスラス
- 色彩設計 - 篠原愛子（スタジオ・イースター）
- 特殊効果 - 星美弥子
- 美術監督 - 田山修（旭プロアクション）
- 撮影監督 - 山根裕二郎
- 編集 - 岡祐司（1話）、兼重涼子（2、3話）
- 音響監督 - 明田川仁
- 音楽 - 吉田シゲロウ
- プロデューサー - 立石謙介、吉本雅和、塩田将也
- アニメーションプロデューサー - 山本俊一
- アニメーション制作 - サテライト
- 製作 - 講談社

### キャスト（OVA）
- ナレーター - 青山穣
- 南樹 - 岡本信彦
- 美鞍葛馬 - 入野自由
- 鰐島亜紀人 / 咢 - 白石涼子
- オニギリ - 大畑伸太郎
- ブッチャ - 三宅健太
- 安達絵美里 - 小林ゆう
- 中山弥生 - 早見沙織
- 武内空 - 鈴村健一
- キリク - 宮田幸季
- 野山野梨花 - 佐藤利奈
- スピット・ファイア - 関智一
- ファルコ - 安元洋貴
- 巻上イネ - 大原さやか
- ブラックバーン - 日野聡
- ドントレス - 乃村健次
- 野山野林檎 - 戸松遥
- 皇杞枢 - 福井裕佳梨
- シムカ - 川澄綾子

### 主題歌（OVA）
第1話エンディングテーマ『Forest Walker』
作詞・作曲 - 佐々木亮介 / 歌 - a flood of circle
第2話エンディングテーマ『Miss X DAY』
作詞・作曲 - 佐々木亮介 / 歌 - a flood of circle
第3話エンディングテーマ『Sweet Home Battle Field』
作詞・作曲 - 佐々木亮介 / 歌 - a flood of circle

### 各話リスト（OVA）
| 巻数   | 話数    | 演出           | 作画監督                                      |
| ------ | ------- | -------------- | --------------------------------------------- |
| 第30巻 | Trick 1 | 古川まこと     | 小谷杏子 高品有桂                             |
| 第31巻 | Trick 2 | 矢吹勉         | 金栄範                                        |
| 第32巻 | Trick 3 | ヤマトナオミチ | 小谷杏子 門之園恵美 高品有桂 谷口明弘（補佐） |

## ミュージカル

### 公演日程（ミュージカル）
- ミュージカル『エア・ギア』
  - 東京：2007年1月7日 - 14日、全労済ホール／スペース・ゼロ
  - 大阪：2007年1月19日 - 21日、イオン化粧品シアターBRAVA!
- ミュージカル『エア・ギア』 vs. BACCHUS Super Range Remix
  - 東京：2007年5月3日 - 8日、日本青年館 大ホール
- ミュージカル『エア・ギア』 vs. BACCHUS Top Gear Remix
  - 東京：2010年4月9日 - 16日、日本青年館 大ホール

### キャスト（ミュージカル）
小烏丸
- イッキ（南樹）：鎌苅健太（初演・3作目）、上山竜司（2作目）
- カズ（美鞍葛馬）：KENN（全公演）
- オニギリ：加治将樹（初演・2作目）、加藤良輔（3作目）
- ブッチャ（御仏一茶）：勝矢（初演・2作目）、上原健太（3作目）
- アキト（鰐島亜紀人）/アギト（咢）：永嶋柊吾（初演・2作目）、小池亮介（3作目）

バッカス
- ロミオ：上山竜司（初演・3作目）、米原幸佑（2作目）
- マクベス：永田彬（全公演）
- パック：宮下雄也（全公演）
- ハムレット：米原幸佑（初演・3作目）、柳澤貴彦（2作目）
- ジュリエット：松本寛也（初演・2作目）、永嶋柊吾（3作目）

その他
- スピット・ファイア：津田健次郎（初演・2作目）
- 左安良：齋藤ヤスカ（3作目）
- 鰐島海人：湯澤幸一郎（初演・2作目）

### スタッフ（ミュージカル）
- 演出 - 茅野イサム
- 脚本 - 三ツ矢雄二（初演のみ）、奥村直義、三井秀樹
- 音楽 - 佐橋俊彦
- 作詞 - 三ツ矢雄二、三井秀樹

## モバイル配信
- 2006年よりエア・ギアのアクションゲームが2本アプリとして配信。講談社モバイルコンテンツ（コミゲー講談社など）がリリースしており、開発はナツメ。タイトルは『エア・ギア-Earth-』[60]『エア・ギア-AIR-』[61]。

- 2012年12月26日にはGREEでソーシャルゲームが提供開始[62]。

## 海外での展開
- 台湾では東立出版社が講談社から正式認可を受けた正体字中国語版の単行本が『飛輪少年』というタイトルで刊行されている。